# Editor hexadecimal

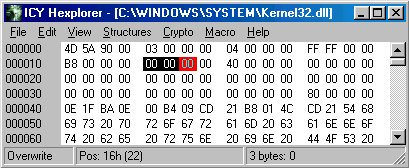
Hexplorer, un editor hexadecimal per Windows de codi obert

Un editor hexadecimal (o editor d'arxius binaris) és un tipus de programa d'ordinador que permet a un usuari modificar arxius binaris. Els editors hexadecimals van ser dissenyats per editar sectors de dades de disquets o discs durs pel que de vegades s'anomenen "editors de sectors".
Utilitzant un editor hexadecimal un usuari pot veure o pot redactar el contingut intacte i exacte d'un arxiu al contrari que amb la interpretació del mateix contingut que un altre editor de nivell més alt. Per exemple, les dades intactes de la imatge (els raws), i la manera d'interpretar el mateix arxiu del programari d'edició d'imatges.
En la majoria dels editors hexadecimals les dades de l'arxiu són representades com a valors hexadecimals agrupats en dos grups de 8 bytes i un grup de 16 caràcters ASCII, els caràcters no reconeguts són representats normalment per un punt "." a ASCII.
La comanda estàndard de l'Unix shell od és usat per mostrar (encara que no editar) un arxiu en hexadecimal i octal.